# Винберг, Рейчел
Рейчел Винберг (англ. Rachelle Viinberg; род. 30 апреля 1979, Нанаймо, Британская Колумбия), в девичестве де Йонг (англ. De Jong) — канадская гребчиха, выступавшая за сборную Канады по академической гребле в период 2002—2012 годов. Серебряная призёрка летних Олимпийских игр в Лондоне, обладательница трёх серебряных медалей чемпионатов мира, победительница и призёрка многих регат национального значения.

## Биография
Рейчел де Йонг родилась 30 апреля 1979 года в городе Нанаймо провинции Британская Колумбия, Канада. Имеет голландские, английские и украинские корни.
В возрасте восьми лет вместе с родителями переехала на постоянное жительство в Реджайну, Саскачеван. В детстве серьёзно занималась плаванием, го затем перешла в академическую греблю — с 1997 года выступала на различных соревнованиях. Состояла в гребной команде «Виктория Вайкс» во время обучения в Викторианском университете.
Первого серьёзного успеха на взрослом международном уровне добилась в сезоне 2002 года, когда вошла в основной состав канадской национальной сборной и побывала на чемпионате мира в Севилье, откуда привезла награду серебряного достоинства, выигранную в зачёте распашных безрульных четвёрок — пропустила вперёд только экипаж из Австралии. При этом в восьмёрках финишировала в финале шестой.
В 2003 году на мировом первенстве в Милане была близка к попаданию в число призёров, показав на финише четвёртый результат.
На чемпионате мира 2004 года в Баньолесе в той же дисциплине сумела квалифицироваться лишь в утешительный финал B.
В 2006 году на чемпионате мира в Итоне стартовала в парных четвёрках, но была далека от призовых позиций.
В 2007 году на мировом первенстве в Мюнхене стала пятой в парных четвёрках.
Благодаря череде удачных выступлений удостоилась права защищать честь страны на летних Олимпийских играх 2008 года в Пекине, в программе парных четвёрок отобралась в утешительный финал B и в итоговом протоколе соревнований расположилась на восьмой строке.
После пекинской Олимпиады Винберг осталась в гребной команде Канады на ещё один олимпийский цикл и продолжила принимать участие в крупнейших международных регатах. Так, в 2010 году на мировом первенстве в Карапиро она стала серебряной призёркой в восьмёрках, уступив в финале экипажу из США.
В 2011 году побывала на чемпионате мира в Бледе, откуда тоже привезла награду серебряного достоинства, выигранную в восьмёрках — вновь пропустила вперёд американских спортсменок.
Находясь в числе лидеров канадской национальной сборной, благополучно прошла отбор на Олимпийские игры 2012 года в Лондоне. В составе экипажа, куда также вошли гребчихи Эшли Бжозович, Криста Гюлуан, Лорен Уилкинсон, Джанин Хансон, Натали Мастраччи, Дарси Марквардт, Андреанн Морин и рулевая Лесли Томпсон-Уилли, финишировала в женских восьмёрках второй позади команды из США и тем самым завоевала серебряную олимпийскую медаль.
Сразу по окончании этих соревнований приняла решение завершить спортивную карьеру и впоследствии стала врачом-натуропатом.